# Joel Miller (Rennfahrer)

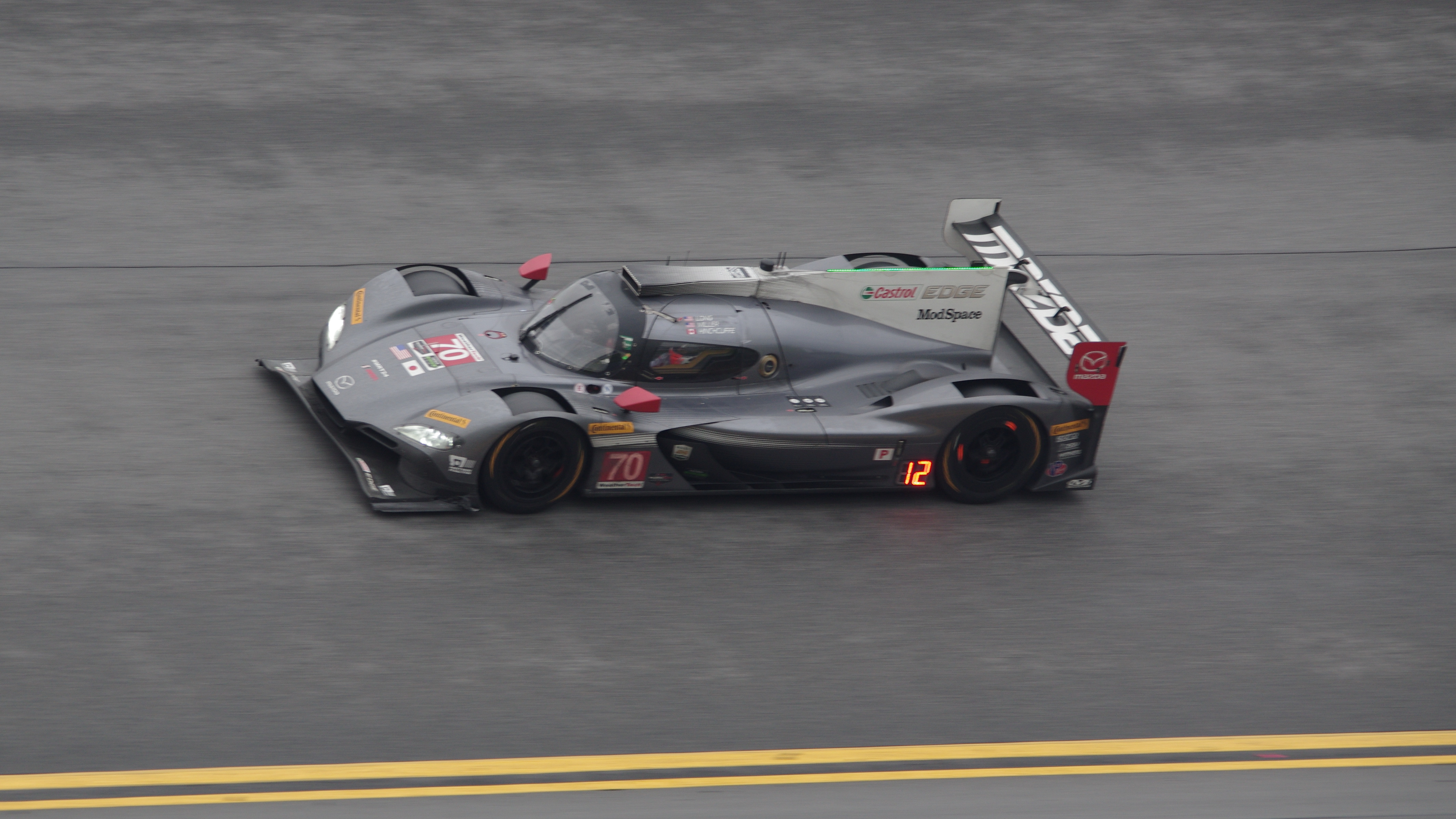
Der Mazda RT24-P von Tom Long, James Hinchcliffe und Joel Miller beim 24-Stunden-Rennen von Daytona 2017

Joel Miller (* 10. Mai 1988 in Hesperia, Kalifornien) ist ein US-amerikanischer Rennfahrer.

## Karriere
Miller begann seine Motorsportkarriere im Alter von sechs Jahren im Kartsport und blieb bis 2009 in dieser Sportart aktiv. Unter anderem gewann er 2006 die nordamerikanische ICA-Kartmeisterschaft. Bereits 2004 debütierte er im Formelsport und nahm bis 2005 an einigen Rennen der pazifischen F2000-Meisterschaft teil. 2006 startete er zu zwei Rennen der Skip Barber National Championship. Ab 2007 legte Miller sein Hauptaugenmerk auf den Formelsport und wurde mit fünf Siegen Meister der Skip Barber National Championship. Außerdem nahm er an der Herbstmeisterschaft der Formel Palmer Audi teil und schloss die Saison auf dem zehnten Platz ab.
2008 wechselte Miller zu JDC Motorsports in die Star Mazda Series. Er gewann das Auftaktrennen und beendete sechs weitere Rennen auf dem Podest. Mit 406 zu 422 Punkten wurde er Vizemeister hinter John Edwards. 2009 bestritt Miller seine zweite Saison für JDC Motorsports in der Star Mazda Series. In dieser Saison gelang ihm kein Sieg und er wurde mit drei Podest-Platzierungen Fünfter, während sein Teamkollege Adam Christodoulou den Meistertitel gewann.
2010 fand Miller kein Cockpit für eine komplette Saison und er trat für verschiedene Teams zu zwei Indy-Lights-Rennen an. Er beendete die Saison auf dem 23. Platz in der Fahrerwertung. 2011 trat Miller beim Saisonauftakt der Indy Lights für das Team E an. Außerdem nahm er an einem Rennen des US-amerikanischen Mazda MX-5 Cups teil.

## Statistik

### Karrierestationen
| - 1994–2009: Kartsport - 2004: Pazifische F2000 (Platz 14) - 2005: Pazifische F2000 (Platz 37) - 2006: Skip Barber National Championship (Platz 34) | - 2007: Skip Barber National Championship (Meister) - 2007: Formel Palmer Audi, Herbstmeisterschaft (Platz 10) - 2008: Star Mazda Series (Platz 2) - 2009: Star Mazda Series (Platz 5) | - 2010: Indy Lights (Platz 23) - 2011: Indy Lights (Platz 28) - 2011: US-amerikanische Mazda MX-5 Cup (Platz 47) |

### Sebring-Ergebnisse
| Jahr | Team              | Fahrzeug        | Teamkollege   | Teamkollege       | Teamkollege      | Platzierung | Ausfallgrund |
| ---- | ----------------- | --------------- | ------------- | ----------------- | ---------------- | ----------- | ------------ |
| 2014 | Speedsource       | Lola B12/80     | Tristan Nunez | Tristan Vautier   |                  | Ausfall     | Defekt       |
| 2015 | SpeedSource       | Mazda Prototype | Tom Long      | Ben Devlin        | Sylvain Tremblay | Rang 30     |              |
| 2017 | Mazda Motorsports | Mazda RT24-P    | Tom Long      | Marino Franchitti |                  | Ausfall     | Unfall       |